# Evandra aristata
Evandra aristata är en halvgräsart som beskrevs av Robert Brown. Evandra aristata ingår i släktet Evandra och familjen halvgräs. Inga underarter finns listade i Catalogue of Life.